# RED Music
La RED Music stilizzato RED MUSIC e precedentemente denominato RED DISTRIBUTION LLC  è una società statunitense di divisione vendite e marketing di proprietà di Sony Music che si è fusa sotto The Orchard nel 2017. RED gestiva in precedenza le uscite per oltre sessanta etichette discografiche indipendenti.

## Storia
Fondata nel 1979 come distributore principalmente di musica hard rock chiamata Important Record Distributors, che originariamente distribuiva i primi due LP dei Metallica negli Stati Uniti, divenne RED Distribution negli anni '90.
Nel marzo 2016, Sony ha annunciato l'acquisizione di Essential Music and Marketing. Come parte di questo accordo, è stata lanciata una nuova società, Red Essential, che ha sede negli uffici di Cooking Vinyl Group a ovest di Londra. L'azienda si trova ora a Farringdon.

## Acquisizione
Il 1º giugno 2017, Sony Music ha annunciato che avrebbe unito l'affiliata britannica di RED, Red Essential, in The Orchard.
Il 5 giugno, Sony ha incluso anche l'americana RED Distribution nella sua fusione con The Orchard. Il nome "RED" rimarrà attivo come una nuova entità chiamata RED MUSIC, che fornirà marketing, servizi di etichettatura e joint venture tra le etichette di Sony e le etichette indipendenti.